# Grumman F2F
Le Grumman F2F-1 est un avion militaire de l'entre-deux-guerres biplan monoplace à train d'atterrissage rétractable, qui a servi comme avion de chasse dans la United States Navy de 1935 à 1940.

## Conception
Le Grumman FF-1 (et sa variante SF-1) afficha de telles performances en vol que la firme Grumman entreprit de réaliser un chasseur monoplace plus petit mais disposant de lignes plus aérodynamiques. Le prototype de cet appareil, désigné XF2F-1, avait le même aspect général que ses prédécesseurs. Il effectua son vol initial en octobre 1932, propulsé par un moteur Pratt & Whitney R-1535-44 Twin Wasp de 625 ch. Il se présentait comme un biplan bien équilibré, avec une voilure à revêtement métallique, un fuselage semi-monocoque, un poste de pilotage fermé et un train d'atterrissage escamotable. Leurs ailes et leurs gouvernes étaient entoilés.

## Engagements
Après des vols d'essais qui se révélèrent concluants, l'US Navy commanda 54 avions de série, baptisés F2F-1. Ils furent pris en compte entre janvier et octobre 1935 par le squadron VF-2B, embarqué à bord du porte-avions USS Lexington, et par le squadron VF-3B, embarqué sur le USS Ranger. Ce squadron fut par la suite réparti en deux squadrons séparés.
Les F2F-1 servirent jusqu'en 1941 et terminèrent leur carrière comme avions d'entraînement au tir.